# /Film
/Film, também estilizado como Slashfilm, é um blog que cobre notícias relacionadas a filmes, resenhas, entrevistas e trailers. Foi fundado por Peter Sciretta em agosto de 2005.

## Prêmios e indicações
- A /Film ganhou o "Movie Blog Award" da Total Film na categoria principal.[3]
- A revista Time nomeou a /Film como um dos 25 Melhores Blogs de 2009.[4]
- O Attack of the Show!, programa transmitido pela G4!, listou-o como um dos melhores blogs de filmes em 2009.[5]
- A PCMag classificou o site em sua lista referente aos Melhores Sites para Fãs de Cinema.[2]
- A /Film ganhou o Performancing Blog Award como "Melhor Blog de Entretenimento de 2007".[6]
- O site foi indicado e finalista na categoria de "Melhor Blog Principal" no Weblog Awards de 2008.[7]
- Foi nomeado para "Melhor Weblog de Entretenimento" no Bloggies 2008.[8]